# Masanobu Fuchi
Masanobu Fuchi (渕 正信?; Kitakyushu, 14 gennaio 1954) è un wrestler giapponese.
Per la quasi totalità della sua carriera ha militato nella All Japan Pro Wrestling (AJPW), dove svolge anche la funzione di direttore e booker. Con un regno durato 1,309 giorni detiene il record di longevità per il World Junior Heavyweight Championship.

## Carriera

### Nord America (1981–1983)
Dal 1981 al 1983, Fuchi lottò in Nord America in alcune federazioni quali Continental Wrestling Association in Tennessee, Championship Wrestling from Florida, Mid-Atlantic e Toronto (Canada). Nel marzo 1981, lui e Atsushi Onita conquistarono l'AWA Southern Tag Team Championship sconfiggendo Bill Dundee & The Dream Machine a Memphis. Restarono campioni per una settimana prima di cedere indietro le cinture a Dundee e Dream Machine nel rematch. In agosto, rivinsero i titoli, questa volta battendo Bill Dundee & Jerry Lawler. Li persero poi in favore di Eddie Gilbert e Ricky Morton.

## Titoli e riconoscimenti
- All Japan Pro Wrestling
  - All Asia Tag Team Championship (2) – con Genichiro Tenryu (1) e Atsushi Onita (1)
  - World Junior Heavyweight Championship (5)
- Continental Wrestling Association
  - AWA Southern Tag Team Championship (3) – con Mr. Onita[2][3]
- National Wrestling Alliance
  - NWA World Junior Heavyweight Championship (1) - non riconosciuto
- Pro Wrestling Illustrated
  - 323º tra i migliori 500 wrestler singoli nei "PWI Years" del 2003[4]
- Tokyo Sports
  - Effort Award (1976, 1983)[5]
- Wrestling Observer Newsletter
  - 5 Star Match (1989) con Jumbo Tsuruta e Yoshiaki Yatsu vs. Genichiro Tenryu, Toshiaki Kawada e Samson Fuyuki il 28 gennaio
  - 5 Star Match (1990) con Jumbo Tsuruta e Akira Taue vs. Mitsuharu Misawa, Toshiaki Kawada e Kenta Kobashi il 19 ottobre
  - 5 Star Match (1991) con Jumbo Tsuruta e Akira Taue vs. Mitsuharu Misawa, Toshiaki Kawada e Kenta Kobashi il 20 aprile
  - 5 Star Match (1992) con Jumbo Tsuruta e Akira Taue vs. Mitsuharu Misawa, Toshiaki Kawada e Kenta Kobashi il 22 maggio
  - 5 Star Match (1992) con Yoshinari Ogawa vs. Kenta Kobashi e Tsuyoshi Kikuchi il 5 luglio
  - 5 Star Match (1994) con Toshiaki Kawada e Akira Taue vs. Kenta Kobashi, Mitsuharu Misawa e Giant Baba il 13 febbraio
  - 5 Star Match (2000) con Toshiaki Kawada vs. Takashi Iizuka e Yuji Nagata il 14 dicembre[6]